# Burgruine Freiberg
Die Burgruine Freiberg findet sich südlich des Weilers Grassen in der Gemeinde Frauenstein in Kärnten. Die Reste der einst landesfürstlichen Burg stehen unter Denkmalschutz.
Freiberg steht auf einem kleinen Felshügel über dem Glantal unweit von Schloss Frauenstein. 1181 als castrum Vrieberch urkundlich erstmals genannt, war Freiberg vom 12. Jahrhundert an die herzogliche Hauptburg in Kärnten. Herzog Bernhard von Spanheim († 1256) ließ sie großzügig ausbauen und verlieh ihr ein ausgedehntes Landgericht. Als sich Ende des 13. Jahrhunderts der Kärntner Adel gegen den von Tirol aus residierenden Herzog Meinhard von Görz wandte, entsandte der Herzog seinen Sohn Otto nach Kärnten, der sich 1307 auf Freiberg niederließ. Er lud die Kärntner Herren nach Freiberg, nahm die Gäste dann aber gefangen und ließ sie auf dem Hauptplatz von St. Veit hinrichten. In der darauffolgenden Zeit wurde die Burg als Pfandobjekt benutzt, wechselte häufig den Besitzer, verfiel allmählich und war vermutlich schon Mitte des 15. Jahrhunderts eine verlassene Ruine. Im Jahr 1533 wurde sie als „öder Turm“ bezeichnet.
Von der einst ausgedehnten Anlage, die Mitte des 20. Jahrhunderts völlig überwuchert war, sind noch die Reste zweier Bergfriede erhalten geblieben, woraus sich schließen lässt, dass es sich um eine Doppelburg gehandelt haben könnte. Weiters ist die doppelgeschoßige Burgkapelle zum Teil erhalten, die bei der Ersterwähnung im Jahr 1181 ebenfalls genannt wurde. Die Kapelle und ein Turm wurden in jüngerer Vergangenheit restauriert.

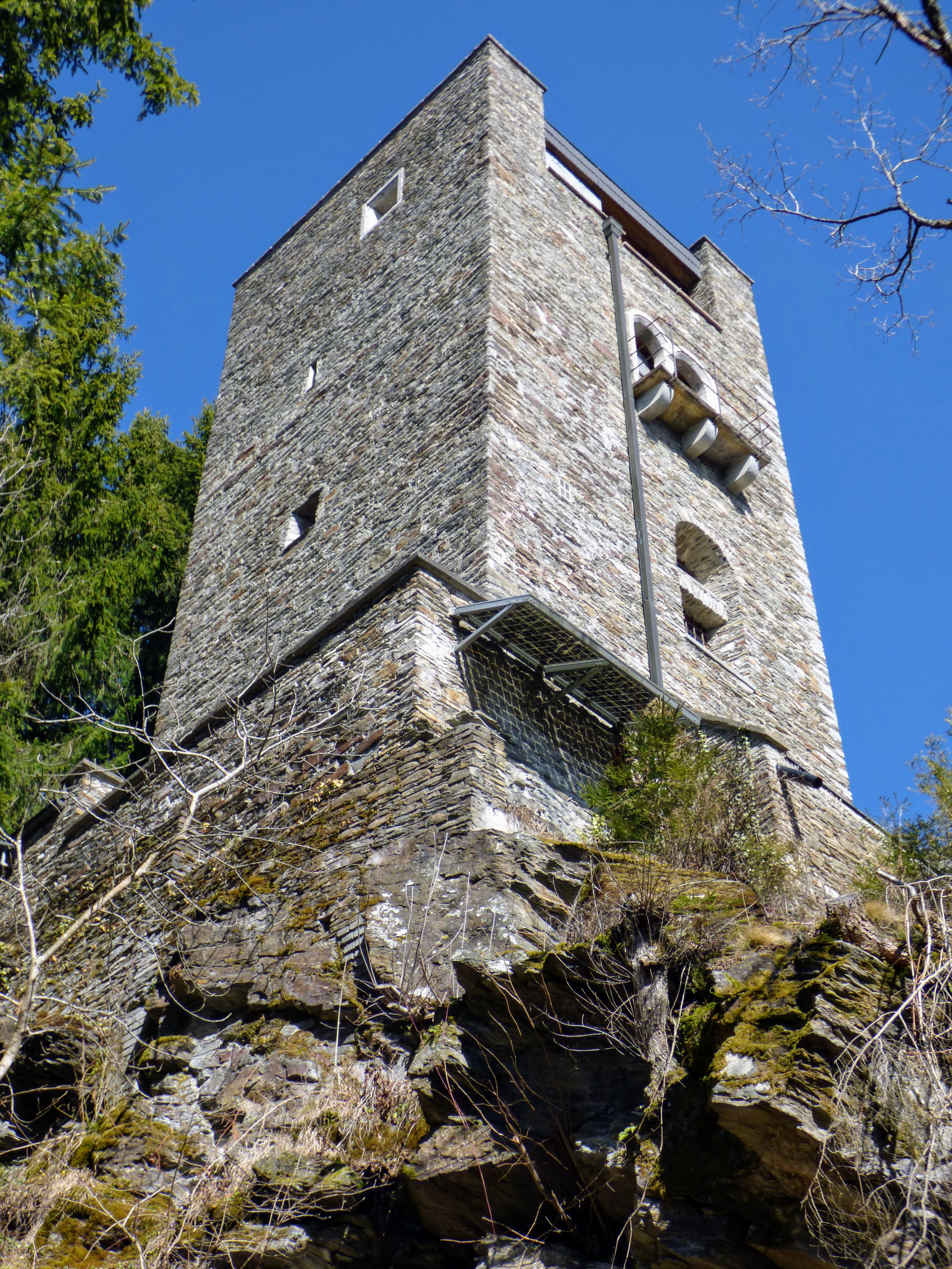
Restaurierter Turm, im Westen der Anlage
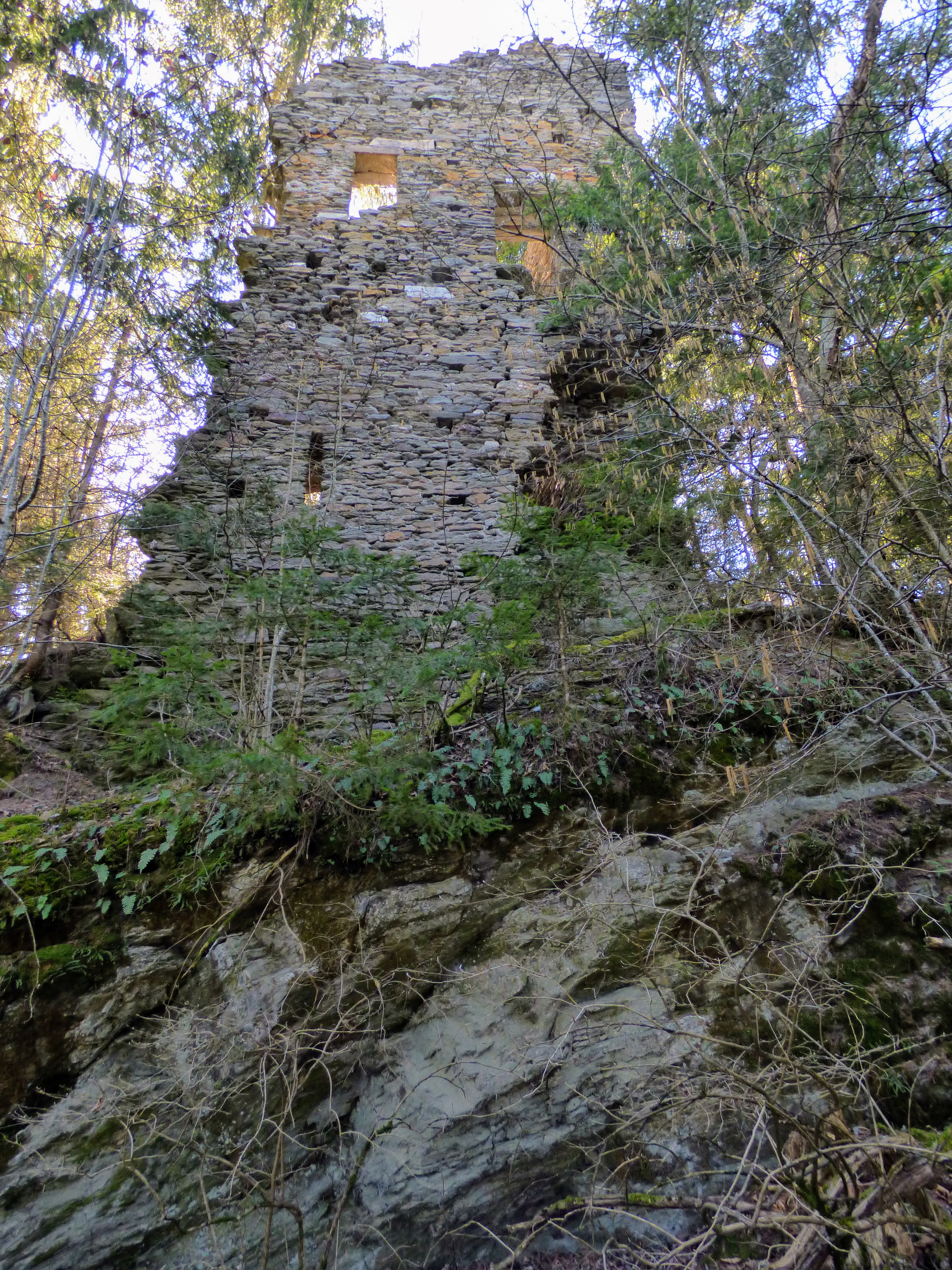
Ruine der Hochburg, an der Nordostecke der Anlage
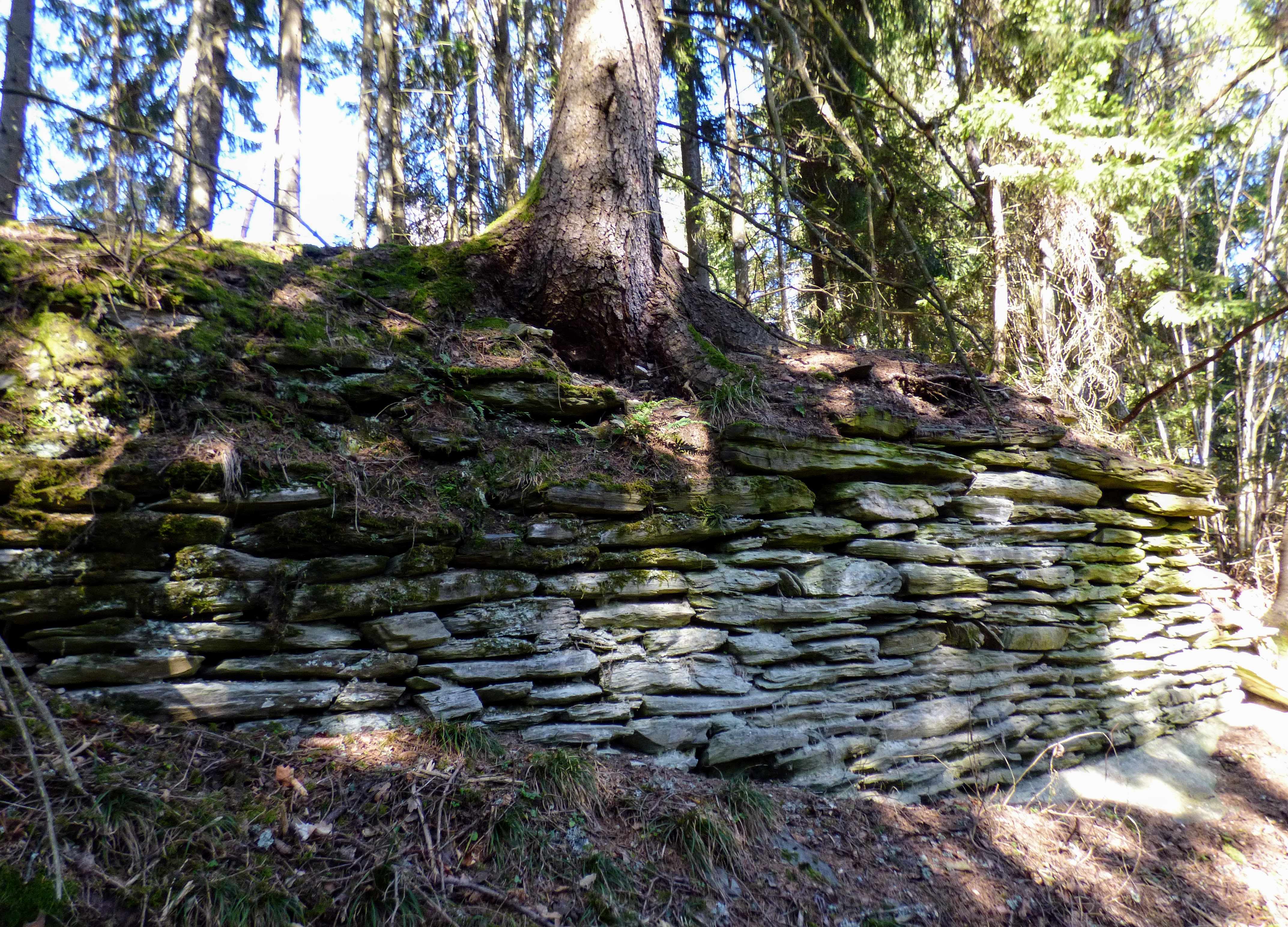
Mauer am Ostrand der Anlage
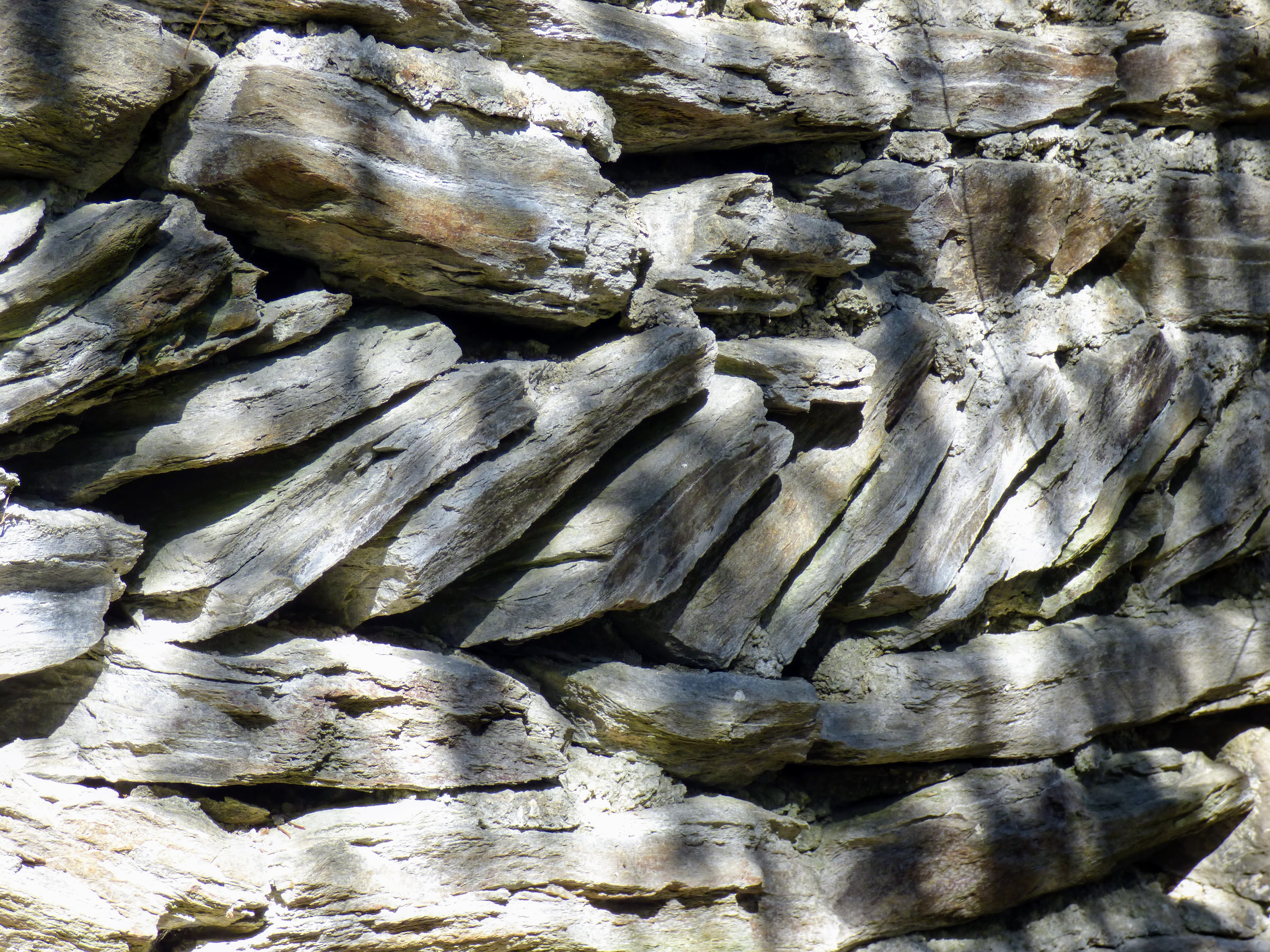
Detail der Mauer am Südrand der Anlage